# 正気村
正気村（まさきむら）は、千葉県山武郡（山辺郡）にかつて存在した村である。
現在の東金市の東南部にあたる。東金市立正気小学校、千葉県道138号正気茂原線などにその名をとどめる。

## 沿革
- 1889年（明治22年）4月1日 - 町村制施行に伴い、大沼村、関下村、宿村の大部分、荒生村、薄島村、北幸谷村、幸田村、広瀬村、家徳村が合併して山辺郡正気村が発足。
- 1897年（明治30年）4月1日 - 山辺郡、武射郡が統合されて山武郡となる。
- 1953年（昭和28年）4月1日 - 東金町、丘山村、豊成村、公平村の一部、大和村の一部と合併し、改めて東金町を新設。同日正気村廃止。

## 交通

### 鉄道
- 九十九里鉄道（合併後の1961年に廃止）
  - 九十九里鉄道線：家徳駅 - 荒生駅